# Heliogomphus nietneri
Espèce
Statut de conservation UICN

 CR  : 
En danger critique
Heliogomphus nietneri est une espèce de libellules de la famille des Gomphidae. Elle est endémique du Sri Lanka. Ses habitats naturels sont les forêts et les rivières des basses terres humides subtropicales ou tropicales. Elle est menacée par la perte de son habitat.
L'espèce est dédiée au naturaliste prusso-britannique John Nietner (1828-1874).